# Stanisław Płoszyński (duchowny)
Stanisław Płoszyński (ur. 1914, zm. 1949 we Lwowie) – polski duchowny rzymskokatolicki, katecheta, wychowawca młodzieży, wikariusz Bazyliki Metropolitalnej we Lwowie w latach 1946-1949.

## Życiorys
Pochodził z Gródka Jagiellońskiego. Tam też pobierał naukę i ukończył szkołę średnią. Święcenia kapłańskie otrzymał w 1939 r. we Lwowie tuż przed wybuchem II wojny światowej. W czasie okupacji pracował jako wikariusz w parafiach rzymskokatolickich w Śniatynie i Gołogórach z siedzibą w Nowosiółce. W 1944 r. aresztowany i uwięziony. Po kilku dniach odzyskał wolność, następnie objął stanowisko administratora parafii Powitno. Od 1946 r. był wikariuszem w parafii katedralnej we Lwowie.
W działalności duszpasterskiej skupiał się przede wszystkim na pracy z młodzieżą, organizując jej czas wolny i przygotowując do przyjęcia sakramentów. Współpracował w tym zakresie z ks. Janem Olszańskim, wówczas duszpasterzem ze lwowskiej parafii Matki Boskiej Śnieżnej, późniejszym biskupem diecezji kamienieckiej. Ich liczne wspólne inicjatywy miały na celu przede wszystkim podtrzymywanie na duchu młodych Polaków w warunkach postępującej i wszechobecnej sowietyzacji. Dzięki temu, w pierwszych latach powojennych we Lwowie, odsetek młodych ludzi przystępujących do sakramentów był wysoki. Oprócz działalności duszpasterskiej, dwaj księża organizowali liczne wyjazdy w teren i spotkania towarzyskie.
Zmarł młodo – w wieku zaledwie 35 lat w 1949 r. Jego pogrzeb przerodził się w wielką manifestację lwowskich Polaków – kondukt z katedry łacińskiej na Cmentarz Janowski wstrzymał nawet ruch tramwajów. W ceremonii brało udział ponad dziesięć tysięcy wiernych, w tym także grekokatolicy, pozbawieni już wówczas dostępu do własnych cerkwi. W momencie wprowadzenia trumny na teren cmentarza, ostatni uczestnicy znajdowali się na początku ulicy Szewczenki (dawnej Janowskiej). Była to jedna z ostatnich tak licznych manifestacji Polaków we Lwowie po II wojnie światowej.